# Louie (serie de televisión)
Louie es una serie de televisión estadounidense  que se estrenó el 29 de junio de 2010 y es transmitida por FX. Está escrita, dirigida, editada y producida por el creador del programa, el comediante Louis C.K..  También protagoniza el show como una versión ficticia de sí mismo, un comediante y padre recién divorciado que cría a sus dos hijas en la ciudad de Nueva York. El espectáculo tiene un formato impreciso, atípico para una comedia televisiva, que consiste en historias y segmentos en gran medida desconectadas que giran en torno a la vida de Louie, marcada por las actuaciones de stand-up en vivo.
La serie fue recibida favorablemente por la crítica y fue incluida en varias listas de las mejores series del 2010.  CK recibió varias nominaciones a los Premios Primetime Emmy por su actuación, escritura, y dirección, y ganó como mejor guionista de serie de comedias en las ediciones 64º y 66º de los Premios Emmy. 
El 9 de abril de 2015, la serie estrenó su quinta temporada, que consta de ocho capítulos. En agosto de 2015, FX anunció que la serie entraría en un descanso extendido y regresaría cuando Louie CK estuviera listo para continuar.

## Sinopsis
Louie está vagamente basada en la vida del comediante Louis C.K., con segmentos de su rutina de stand up y de su vida como padre divorciado de dos hijas. Cada episodio presenta o bien dos historias (que pueden o no estar conectadas entre sí) o una historia que abarca todo el episodio (consistente de numerosas piezas más cortas). Louie se encuentra en el centro de todos los episodios. 
Los segmentos están intercalados con pequeños clips de la rutina de comedia de Louie, generalmente realizados en clubs de comedia neoyorquinos. Estas rutinas consisten en material original grabado para la serie, y generalmente se filma desde el escenario en vez de la perspectiva de la audiencia. A partir de la tercera temporada, algunos episodios no presentan ni las rutinas de comedia ni la secuencia de créditos. 

## Episodios
| Temporada | Temporada | Episodios | Emisión original    | Emisión original         |
| Temporada | Temporada | Episodios | Inicio              | Final                    |
| --------- | --------- | --------- | ------------------- | ------------------------ |
|           | 1         | 13        | 29 de junio de 2010 | 7 de septiembre de 2010  |
|           | 2         | 13        | 23 de junio de 2011 | 9 de septiembre de 2011  |
|           | 3         | 13        | 28 de junio de 2012 | 27 de septiembre de 2012 |
|           | 4         | 14        | 5 de mayo de 2014   | 16 de junio de 2014      |
|           | 5         | 8         | 9 de abril de 2015  | 28 de mayo de 2015       |

## Reparto y personajes
C.K. es el protagonista de la serie, y el único personaje que aparece en todos los episodios. Louie carece de un reparto regular, y en su lugar utiliza a comediantes y actores como invitados especiales. Varios comediantes de renombre (como Todd Barry, Sarah Silverman, Chris Rock y Jerry Seinfeld) tuvieron papeles recurrentes como versiones ficcionalizadas de ellos mismos. 
Aunque la mayor parte de los episodios se focalizan en interacciones de Louie con nuevos personajes, Louie tiene también una serie de personajes recurrentes, entre ellos las dos hijas de Louie, Lilly (Hadley Delany) y Jane (Ursula Parker); su hermano Robbie (Robert Kelly); su agente Doug (Edward Gelbinovich); su amiga Pamela (Pamela Adlon); su médico el Dr. Ben (Ricky Gervais); su terapista (David Patrick Kelly); y su exesposa Janet (Susan Kelechi Watson).
Al carecer de continuidad, los actores de reparto y estrellas invitadas ocasionalmente aparecen en múltiples roles.